# Ерибеја
Ерибеја (Ерибоја, Херибеја, Херибоја, Ферибеја, Ферибоја, што је тешко раздвојити на конкретне личности због сличности имена) је у грчкој митологији било име више личности.

## Етимологија
Име Ерибоја значи „богата стадом“.

## Митологија
- Ерибеја или Перибеја, је према писању Аполодора, Диодора, Паусаније и Плутарха, била кћерка Алкатоја и Пирго или Евехме, која је била послата на Крит као данак краљу Миноју. Њена судбина се везује за Тезејеву, али је познатија по томе што је Теламону родила Ајанта.[4] Као Ерибеју су је помињали Софокле и Пиндар.[1] Помињао ју је и Хигин и описао као толико лепу, да је Миној желео да води љубав са њом.[5]
- Према Диодору, била је Амазонка коју је убио Херакле.[6]
- Ерибеја је била маћеха Алоада, који су заробили бога рата Ареја у бронзану посуду и сакрили је у њену кућу. Међутим, Афродита је лукавством издејствовала да се Алоади међусобно поубијају, па је Хермес дошао Ерибеји и натерао је да пусти полумртвог бога из посуде.[3] Према неким изворима, Ерибеја је Хермесу рекла за посуду и он је у тајности ослободио Ареја.[7] Помиње се и Ерибејин храм, заједно са Хериним (Ерибоја је и један од епитета богиње Хере), у коме се заиста налазила бронзана посуда у којој су биле стављене ратничке залоге становника Тесалије и Беотије, али и Тракије, друге зараћене стране. Наиме, Арејево заточеништво је изгледа митска прича настала због примирја које је трајало годину дана између поменутих страна.[3]
- Херибоја је једно од имена џиновске змије послате да убије Лаоконта и његове синове.[3]